# Hold Me, Thrill Me, Kiss Me, Kill Me
"Hold Me, Thrill Me, Kiss Me, Kill Me" é uma canção da banda de rock irlandesa U2. É a primeira canção como também o primeiro single da trilha sonora do filme Batman Forever (1995). Alcançou a posição de número #1 em seu país de origem, na Irlanda, alcançando a posição de número #2 na UK Singles Chart, posição de número #16 na Billboard Hot 100, número #1 na Billboard Hot Mainstream Rock Tracks e Alternative Songs. Bono descreveu como sendo "uma estrela em banda de rock" e ser "uma estrela".

## História
"Hold Me, Thrill Me, Kiss Me, Kill Me" tem suas origens nas sessões do álbum da banda, Zooropa (1993). O título da canção vem de uma brincadeira com a clássica canção "Hold Me, Thrill Me, Kiss Me" e é realmente visível (junto aos títulos de outros demos demarcados) na capa de Zooropa em um texto em roxo.
A música foi nomeado a um Prémios Globo de Ouro para "Melhor Canção Original" de 1995, perdendo para a canção "Colors of the Wind" para a trilha sonora do filme de 1995, Pocahontas. No entanto, foi também nomeado para Framboesa de Ouro, perdendo para "Walk Into the Wind", de Showgirls.

## Vídeo da música
A animação do vídeoclipe para a canção (intercalados com trechos do filme) contou com a banda tocando em Gotham City, com Bono lutando contra entre seus dois peronagens fictícios, criados na turnê Zoo TV: "The Fly" e "MacPhisto". A banda também persegue o Batwing, usando um super carro amarelo e suas guitarras como lança-chamas.
Em um momento breve do vídeo, um sinal em néon pode ser visto escrito "Mister Pussey". Uma versão editada do vídeo da Universal Music Group usa as palavras "Mister Swampy's" para o mesmo sinal. Em outra cena, a banda está andando pela rua quando Bono é atropelado por um carro (dirigido por Elvis) durante a leitura do livro The Screwtape Letters, de C. S. Lewis. A próxima cena, mostra Bono no hospital prestes a morrer, quando um raio vermelho atinge seu monitor cardíaco, transformando sua pele em uma bastante branca, sua camisa em cor vermelha, e fazendo com que suas unhas cresçam, transformando-o em MacPhisto. O vídeo termina com uma orquestra tocando em seqüência. Foi dirigido por Kevin Godley e Linnane Maurice.

## Lançamento

Capa da versão alternativa do CD single.

Originalmente, "Hold Me, Thrill Me, Kiss Me, Kill Me" não foi lançado em nenhum álbum pela banda até aquele momento, entretanto, não impediu que a tornasse um sucesso na trilha sonora do filme, junto com a canção de Seal, "Kiss from a Rose". Foi incluído no greatest hits de 2002 da banda, The Best of 1990-2000, e seu respectivo lançamento em vídeo. "Weird Al" Yankovic fez uma paródia da canção, sendo até mesmo lançado em seu álbum Bad Hair Day, na canção "Cavity Search", sobre um homem fazendo uma dolorida visita ao dentista.

### Performance ao vivo
"Hold Me, Thrill Me, Kiss Me, Kill Me" foi tocada em todos os shows durante a Popmart Tour. A canção voltou a ser tocada ao vivo novamente em 6 de agosto de 2010, em Turim, na Itália, já na U2 360° Tour, sendo incluída no encore no setlist da banda. Era normalmente variada nos concertos da turnê 360º, sendo substituída também pela canção "Ultraviolet (Light My Way)".
As performances ao vivo da canção aparecem no filme-concerto Popmart: Live from Mexico City (1998), no vídeo-documentário de The Best of 1990-2000.

## Lista de faixas
| Críticas profissionais | Críticas profissionais |
| Avaliações da crítica  | Avaliações da crítica  |
| Fonte                  | Avaliação              |
| ---------------------- | ---------------------- |
| Allmusic               | [ 10 ]                 |

A canção apresenta singles com três tipos de faixas diferentes. Nos B-sides, os dois primeiros singles não são canções do U2.
- 7", cassete, CD

1. "Hold Me, Thrill Me, Kiss Me, Kill Me" – 4:47
2. "Themes from Batman Forever" (composto por Elliot Goldenthal) – 3:39

- CD Maxi (lançamento no Reino Unido, Alemanha e Japão)

1. "Hold Me, Thrill Me, Kiss Me, Kill Me" – 4:47
2. "Themes from Batman Forever" (composto por Elliot Goldenthal) – 3:39
3. "Tell Me Now" (composto por Mazzy Star) – 4:17
4. "Hold Me, Thrill Me, Kiss Me, Kill Me" (vídeo avançado) – 4:45

- CD

1. "Hold Me, Thrill Me, Kiss Me, Kill Me" – 4:47

Houve também um CD single distribuído nos Estados Unidos como parte do pacote do presente de Batman Forever, juntamente com um coleção em quadrinhos, trading card e pogs.

## Gráficos e certificações
| País/Parada (1995)                          | Melhor posição |
| ------------------------------------------- | -------------- |
| Alemanha (Media Control Charts)             | 8              |
| Austrália (ARIA Charts)                     | 1              |
| Áustria (Ö3 Austria Top 40)                 | 3              |
| Bélgica (Ultratop 50 Flanders)              | 15             |
| Bélgica (Ultratop 40 Valônia)               | 4              |
| Canadá (RPM Top 100 Singles)                | 3              |
| Canadá (RPM Alternative Rock)               | 1              |
| Estados Unidos (Alternative Songs)          | 1              |
| Estados Unidos (Hot 100 Singles Sales)      | 19             |
| Estados Unidos (Hot Mainstream Rock Tracks) | 1              |
| Estados Unidos (Billboard Pop Songs)        | 23             |
| Estados Unidos (Billboard Radio Songs)      | 15             |
| Finlândia (Suomen virallinen lista)         | 4              |
| França (SNEP)                               | 10             |
| Holanda (Dutch Top 40)                      | 9              |
| Holanda (MegaCharts)                        | 7              |
| Irlanda (IRMA)                              | 1              |
| Noruega (VG-lista)                          | 1              |
| Nova Zelândia (RIANZ)                       | 1              |
| Reino Unido (UK Singles Chart)              | 2              |
| Suécia (Sverigetopplistan)                  | 2              |
| Suíça (Schweizer Hitparade)                 | 5              |

| País/Parada (1995)                 | Melhor posição |
| ---------------------------------- | -------------- |
| Austrália (ARIA Charts)            | 29             |
| Áustria (Ö3 Austria Top 40)        | 25             |
| Bélgica (Ultratop 50 Flanders)     | 73             |
| Bélgica (Ultratop 40 Valônia)      | 28             |
| França (SNEP)                      | 35             |
| Estados Unidos (Billboard Hot 100) | 81             |
| Holanda (Dutch Top 40)             | 76             |
| Suíça (Schweizer Hitparade)        | 19             |

| País/Parada       | Certificação (vendas) |
| ----------------- | --------------------- |
| França (SNEP)     | Prata                 |
| Reino Unido (BPI) | Ouro                  |